# Črniče
Črniče este o localitate din comuna Ajdovščina, Slovenia, cu o populație de 405 locuitori.